# Sắt(II) oxide
Sắt(II) oxide (công thức FeO) là một oxide của sắt. Nó có khối lượng mol 71,8464 g/mol, nhiệt độ nóng chảy 1377 ℃.

## Tính chất
Chất này có thể lấy từ nguồn sắt oxide màu đen. Nó cũng có thể được tạo ra bằng phản ứng hóa học trong môi trường khử; Fe2O3 dễ dàng bị khử thành FeO theo phản ứng sau ở 900 ℃:
Fe2O3 + CO t °C> 2FeO + CO2
Phản ứng trên xảy ra dễ dàng nếu đất sét đỏ chứa Fe2O3 cũng có chứa thêm nhiều các tạp chất hữu cơ.

## Ứng dụng
FeO được xúc tác với Fe2O3 tạo ra Fe3O4:
Fe2O3 + FeO → Fe3O4
Trong công nghiệp, FeO là hợp chất quan trọng để tác dụng với chất khử mạnh sản xuất ra sắt:
FeO + H2 t °C> Fe + H2O
FeO + CO t °C> Fe + CO2
2Al + 3FeO  t °C> Al2O3 + Fe
FeO + C  t °C> Fe + CO
FeO được dùng làm chất khử khi tác dụng với các chất có tính oxy hóa mạnh:
4FeO + O2 → 2Fe2O3
3FeO + 10HNO3 loãng → 3Fe(NO3)3 + NO↑ + 5H2O

## Điều chế
FeO được điều chế theo 2 cách:
- Trong phòng thí nghiệm:

FeCO3 → FeO + CO2 ↑ (nung trong điều kiện không có không khí)
- Trong công nghiệp:

Fe(OH)2 → FeO + H2O (nung trong điều kiện không có không khí)

## Trong vật liệu gốm
FeO trong vật liệu gốm có thể được hình thành bởi phản ứng khử sắt(III) oxide trong lò nung. Khi sắt ba đã bị khử thành sắt hai trong men thì rất khó oxy hóa trở lại. FeO là một oxide nóng chảy mạnh, có thể thay thế cho chì oxide hay calci oxide.
Hầu hết các loại men sẽ có độ hòa tan sắt hai khi nung chảy cao hơn khi ở trạng thái rắn do đó sẽ có sắt oxide kết tinh trong men khi làm nguội, môi trường oxy hóa hay khử.